# Вальпеллин (долина)
Вальпеллин (фр. Valpelline) — долина в итальянской области Валле д'Аоста.

## Описание
Длинная долина в Валле д'Аоста, левосторонний приток долины Большого Сен-Бернара с гидрографической точки зрения. Она развивается в направлении с северо-востока на юго-запад и начинается в окружении величественных горных групп Шато-де-Дам, Жюмо, Дан-д'Эран и Коллон. Вдоль основного дна долины расположено несколько центров летнего отдыха и зимних видов спорта: Ойас, Бьона и муниципалитет Вальпеллин, расположенный в устье долины Оломон. Имеются летний курорт и база для восхождений.